# Friedrich Hacker

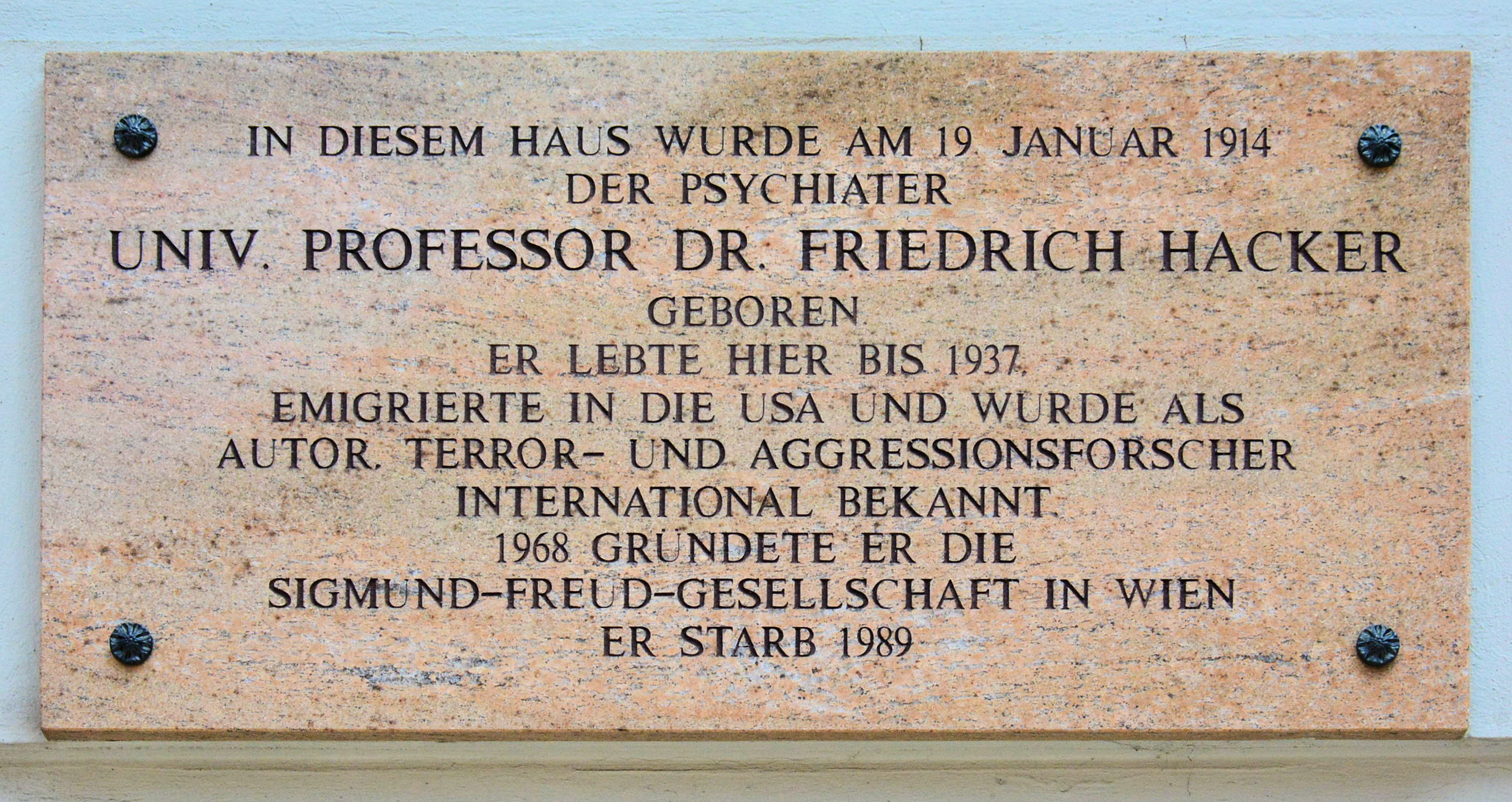
Gedenkplaat voor Friedrich Hacker in Wenen

Friedrich Hacker (Wenen, 19 januari 1914 ― Mainz, 23 juni 1989) was een Amerikaans-Oostenrijkse psychiater, psychoanalyticus en onderzoeker naar agressie. In de Verenigde Staten werd hij bekend onder de naam Frederick J. Hacker.

## Leven
Friedrich Hacker groeide op in Wenen, waar hij naar het Stubenbastei gymnasium ging. In 1938 vluchtte hij voor de nazi's naar Zwitserland, waar hij zijn studie geneeskunde, die hij al in Wenen was begonnen, in 1939 afrondde met de graad van Dr. med. In 1940 verliet hij Europa en ging naar de VS, waar hij aanvankelijk in verschillende klinieken werkte. In 1945 richtte hij de Hacker Psychiatric Clinic (Beverly Hills en Lynwood, Californië) en de Hacker Foundation (Beverly Hills) op. De laatste werd in 1952/53 door Theodor W. Adorno geleid. In Amerika werkte hij ook samen met de geëmigreerde leden van de Frankfurter Schule, onder meer aan een studie van het 'autoritaire karakter'.
Later was hij hoogleraar psychiatrie aan de Universiteit van Kansas en hoogleraar psychiatrie en rechten aan de Universiteit van Zuid-Californië (USC) in Los Angeles.
In 1968 richtte Hacker in Wenen het Sigmund-Freud-Gesellschaft op en was als haar eerste voorzitter er doorslaggevend bij betrokken om de woning van Sigmund Freud in de Berggasse 19 in Wenen te behouden. Daar bevindt zich tegenwoordig het Sigmund-Freud-Museum.
In 1976 was Hacker oprichter en wetenschappelijk directeur van het “Instituts für Konfliktforschung” in Wenen. Een voorwoord van zijn hand is te vinden in de daar geredigeerde “Studienreihe Konfliktforschung”, Boek 3, uitgegeven bij Braumüller Verlag en (aanvankelijk) Campus- Verlag.
In de VS werd Hackers advies ingewonnen bij spectaculaire misdaadzaken, zoals de ontvoering van Patty Hearst, de kleindochter van de Amerikaanse mediamagnaat William Randolph Hearst en de gijzeling van de Oostenrijkse ambassadeur in Bogota in 1980, waarbij hij in staat was de terroristen over te halen hun gijzelaars vrij te laten. Als getuige-deskundige was hij betrokken bij verschillende spraakmakende moordprocessen. Zijn aanwijzingen over de moord op actrice Sharon Tate en haar vrienden in 1969 door de Manson Family leverden een beslissende bijdrage aan het onderzoek. Zijn boeken bereikten oplages in de miljoenen. In 1973 onderhandelde hij namens de Oostenrijkse regering met terroristen die de passagiers in een trein in Neder-Oostenrijk onder controle hadden. Hij slaagde erin om de gijzeling te beëindigen zonder bloedvergieten.

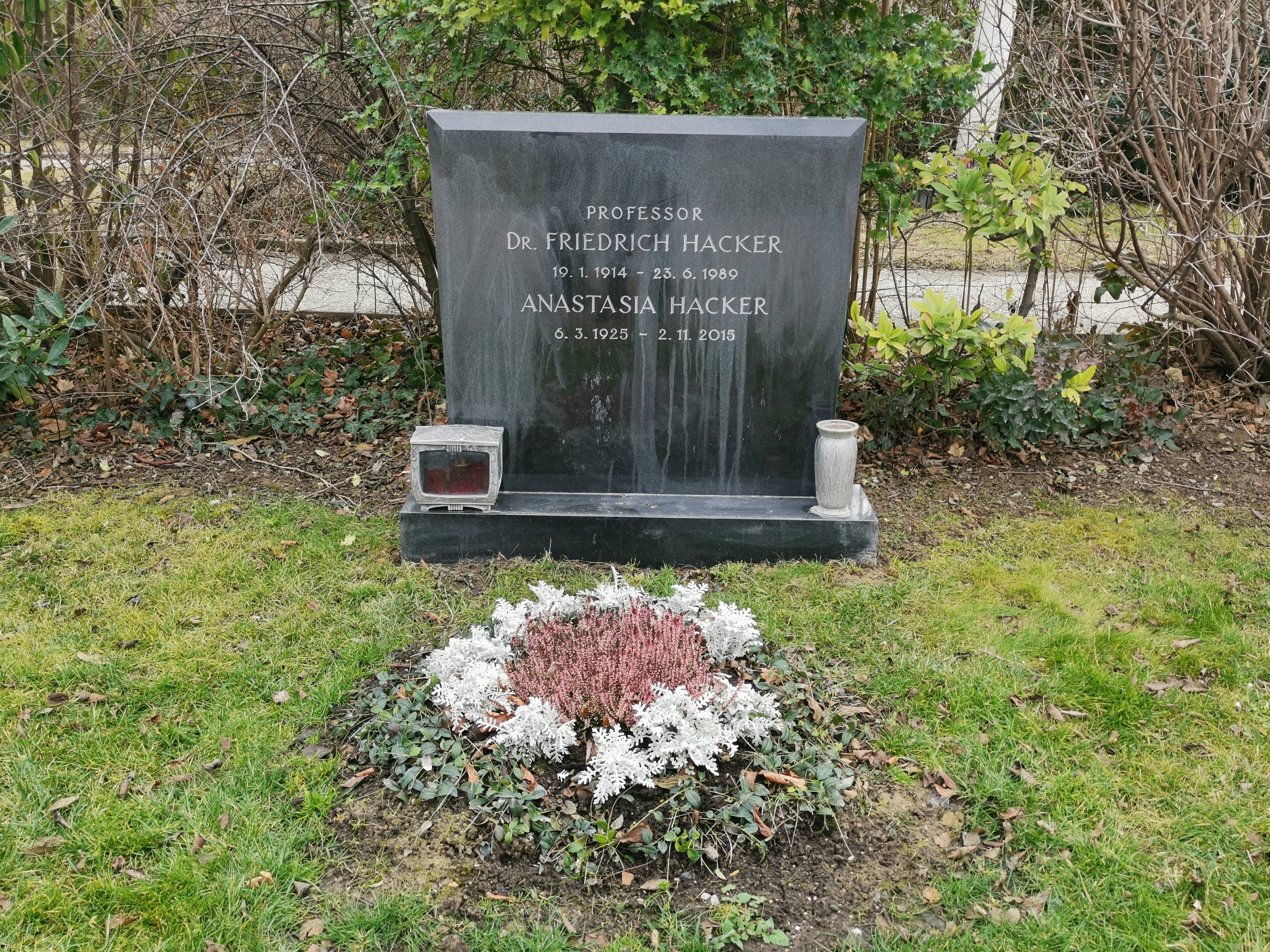
Graf

Friedrich Hacker stierf op 23 juni 1989 tijdens een discussie op de Duitse televisiezender ZDF over het onderwerp "Die Republikaner". Hij ligt in een eregraf op de centrale begraafplaats van Wenen (groep 33 G, nummer 76). In 2010 werd in Wenen-Favoriten (Het tiende district) de Hackergasse naar hem vernoemd.

## Hackers hypotheses over geweld
Friedrich Hacker werd in Duitstalige landen vooral bekend door zijn publicaties over agressie en geweld.
Afkomstig uit de psychoanalytische traditie van Sigmund Freud, nam hij de stellingen van Konrad Lorenz over de aangeboren, instinctieve aard van agressie over, maar probeerde deze interpretaties van gedrag ("biologische programmering") te combineren met stellingen van het behaviorisme ("sociaal aangeleerd gedrag"). Hacker schrijft: “Agressie is een basisvorm van gedrag die kan worden uitgelokt, vergroot of verkleind door pijn, angst, woede, provocatie, bedreiging van de positie in de hiërarchie, overprikkeling en andere interne en externe prikkels, en die doorslaggevend kan worden beïnvloed door aangeleerde ervaringen. "(Hacker 1971, p. 158)
Als strategie tegen het door hem gediagnostiseerde gewelddadiger worden van de moderne wereld stelt hij voor om educatieve maatregelen te bevorderen die de mechanismen van het ontstaan van agressie bewust en dus beheersbaar maken: "Als je je bewust wordt van je eigen agressie, beginnen processen die (weliswaar niet automatisch, maar mogelijk door nauwkeurige en intieme kennis van de agressieveranderingen) de escalatie van geweld onderbreken.“(Hacker 1971, p. 418) Hacker pleitte ook voor intergouvernementele organisaties die agressief gedrag konden voorkomen.
Deze optimistische opvattingen werden door critici bekritiseerd als slechts naïeve en hulpeloze pogingen om geweld te onderzoeken. Toch zijn zijn boeken, meer dan 30 jaar na hun publicatie, nog steeds eersteklas verzamelingen van de biologische en sociale mechanismen die agressie en geweld kunnen veroorzaken. Zijn "25 stellingen over geweld" uit 1971 (p. 15 f) zijn nog steeds actueel, bijvoorbeeld:
- Geweld is het probleem waarvan het beweert de oplossing te zijn.
- Geweld is ook wat gerechtvaardigd is als tegengeweld.
- Geweld, verboden als misdaad, wordt als sanctie aangeboden, hernoemd en gerechtvaardigd.
- Uitzonderingen op het geweldsverbod verworden tot regels voor het gebruik van geweld.

## Onderscheidingen
- 1971: Grote gouden eretitel voor diensten aan de Republiek Oostenrijk[3]

## Publicaties (selectie)
- Versagt der Mensch oder die Gesellschaft? Probleme der modernen Kriminalpsychologie. Europa Verlag, Wien 1964 (Europäische Perspektiven).
- Aggression. Die Brutalisierung der modernen Welt. Rowohlt, Reinbek 1977, ISBN 3-499-16807-3 (Vorwort von Konrad Lorenz).
- Materialien zum Thema Aggression. Gespräche mit Adelbert Reif und Bettina Schattat. Rowohlt, Reinbek 1974, ISBN 3-499-16850-2.
- Terror. Mythos, Realität, Analyse. Rowohlt, Reinbek 1975, ISBN 3-499-16928-2.
- Das Faschismus-Syndrom. Analyse eines aktuellen Phänomens. Fischer-Taschenbuch-Verlag, Frankfurt/M. 1992, ISBN 3-596-10775-X.